# Garm Wars: The Last Druid
Pour plus de détails, voir Fiche technique et Distribution.
Garm Wars: The Last Druid est un film de science-fiction canado-japonais de Mamoru Oshii, sorti en 2014. C'est le premier film du réalisateur en langue anglaise.

## Synopsis
Dans un monde appelé Annwyn où des soldats clones de trois tribus militaires se livrent a une guerre aérienne, terrestre, et technologique sans fin, un clone nommé Khara va s'extraire hors de la bataille et se retrouver en cavale avec un groupe de compagnons improbables de différentes tribus. Tous vont alors se questionner leur propre existence.

## Fiche technique
- Titre original : Garm Wars: The Last Druid
- Titre français :
- Titre québécois :
- Réalisation :  Mamoru Oshii
- Scénario :
- Direction artistique : David Blanchard
- Décors : Ted Samuels
- Costumes :
- Montage :
- Musique : Kenji Kawai
- Photographie : Benoit Beaulieu
- Son :
- Production : Makoto Asanum, Tetsu Fujimura, Mitsuhisa Ishikawa et Ken Nakamura
- Sociétés de production : Bandai Visual, Nakamura Group Advantage et Production I.G
- Sociétés de distribution :
- Pays d’origine :  Canada/ Japon
- Budget :
- Langue : Anglais
- Durée :
- Format :
- Genre : Science-fiction et action
- Date de sortie :  Japon : 25 octobre 2014 (Festival international du film de Tokyo)

## Distribution
- Mélanie St-Pierre : Khara
- Summer H. Howell : Nascien
- Dawn Ford : Kiakra Commander